# 樂燒

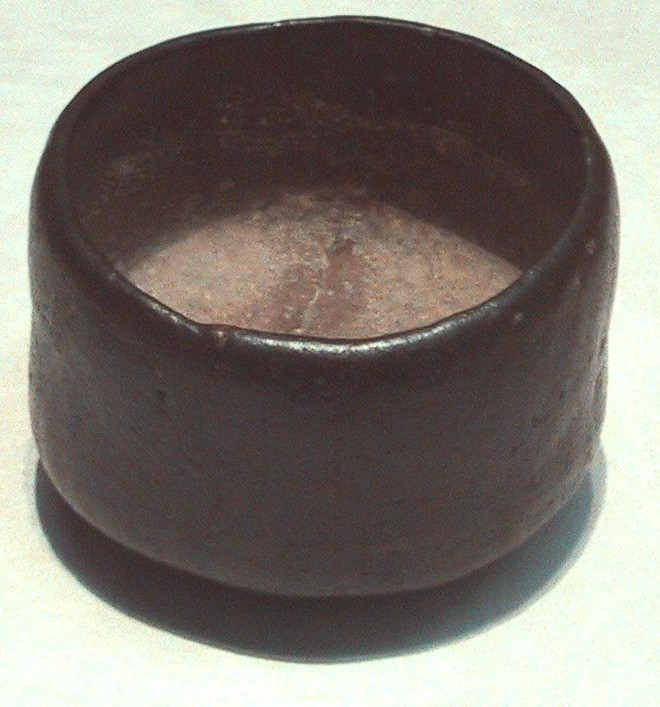
长次郎制黑樂茶碗

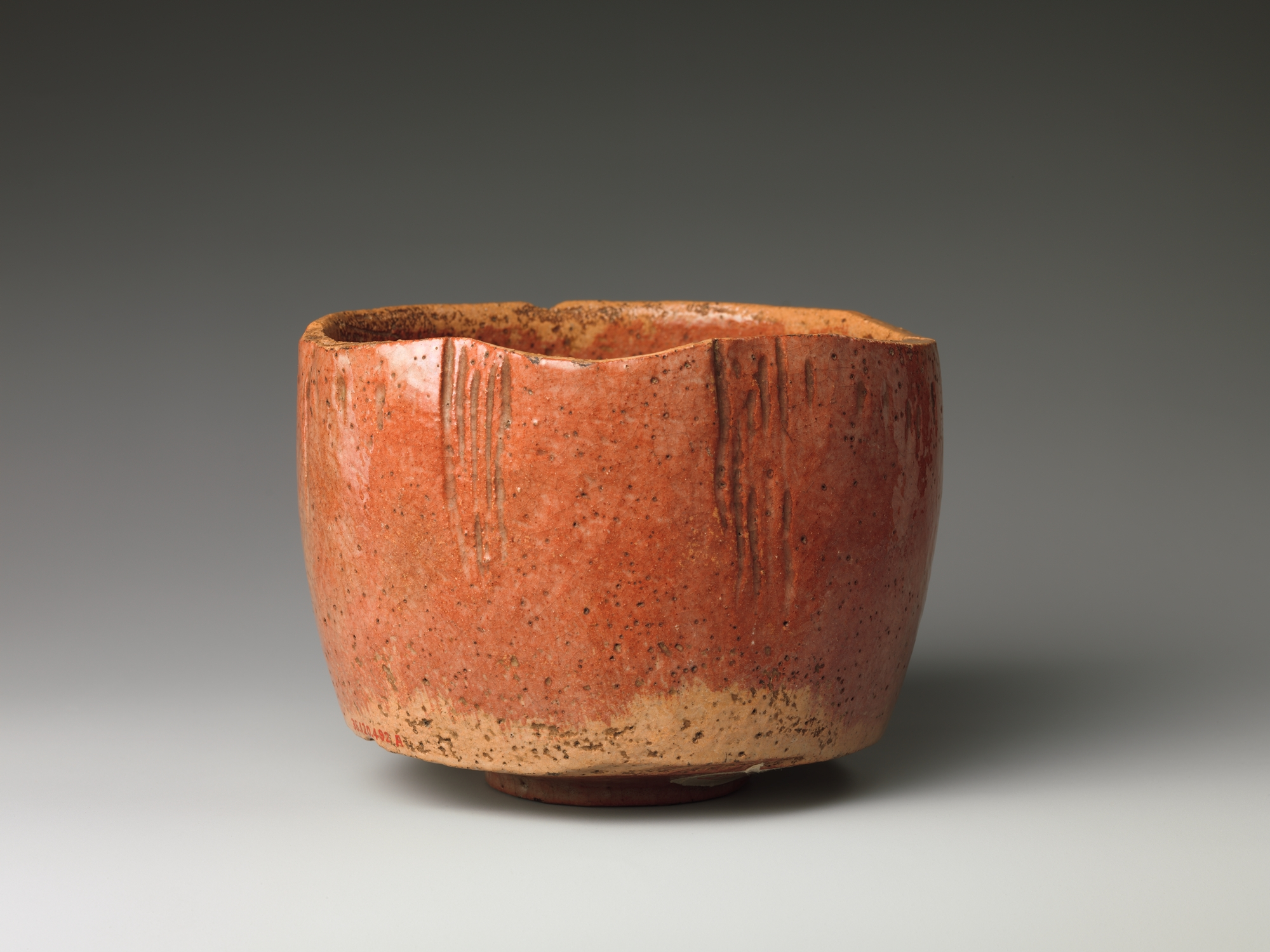
本阿彌光悅制赤乐茶碗

樂燒（日语：／ Rakuyaki）是桃山時代最具代表性的茶碗之一，為樂家初代名匠長次郎（？ – 1625）繼承千利休（1522 – 1591）於天正年間（1573 – 591）所倡議的茶道理念所燒製。

## 起源
歸化人飴是樂燒的元祖，是初代長次郎的父親，其妻比丘尼製作的陶器被稱為尼燒（樂燒的前身）。長次郎原是瓦師，得到利休知遇轉而製作樂茶碗。於是天正十四、五年開始出現稱為利休形的茶碗。長次郎的茶碗當時在聚樂第燒製，作品稱為「聚樂燒」，之後拜領到「樂」字印，此後稱為「樂燒」:143。 
另一說是長次郎與其父皆為豐臣秀吉（1537 – 1598）府邸陶工，後來秀吉稱其助手——樂家二代常慶（？ – 1635）之父——所燒之器為「天下第一」，並賜其府邸名——「聚樂」中的樂字為款，鈴於底部，自此凡樂燒皆有款印，而長次郎所制茶碗均無款，時人多稱「今燒」。大致上，樂燒分為「黑樂」與「赤樂」二類，利休追求莊重肅穆，所以尤其偏愛黑色。

## 製作方式與特色
樂燒是於規模較小的窯爐中，採單件方式燒製的。製作時先製成陶胎，主要以手捏與篦削成形，然後拿去燒以定型並上釉，最後再燒多一次。這種製作手法特點在於用手工捏而呈現出的自然的不規則感，而且是一件一件燒的，所以每一個成品都是獨一無二又無法模仿的。
另外採低溫燒製，成品相對較軟，釉表面會出現大量氣泡，表現出岩石質感。樂燒不同於其他燒製法，是完全只為了茶燒製的陶器，樂燒茶碗不論是握在手中觸感、嘴唇碰到時的契合度，都讓人深感它正是為了喝茶而產生的:142。 所以在這層意義上，樂燒是所有陶瓷器中最能夠代表日本的。而當時的茶以宇治抹茶為主，茶呈綠色，利休覺得這種顏色與黑色的茶碗非常相配，頗能表達出一種清境憂思的禪意。

文獻探討
   二十一世紀的當代雕塑創作者，有著數不清的風格；而求學期間都是學院派的教育，如何認清個人心理精神狀態，筆者希望透過原始藝術(primitive art)，釐清未求學時為何熱愛陶藝。許多藝術創作者對於作品解釋是透過潛意識(Subconscious)或生活經驗(Experience of life)，而藝術心理學裡原我(Id)、自我(ego)更說明，外界環境意識(Consciousness)與無意識(Non-conscious)對於作家影響層面，當自我的認定能滿足現實面，壓抑的原我將會爆發且昇華(Sublimation)個人內心的超我(Super-ego)[1]。這狀況下回頭看過去的作品，重新追尋原初，再藉由這些文獻更能確定創作的風格，提昇我內心中對追求陶藝真正的渴望。

2.1樂燒技法的發展史
   樂燒是由日本茶道裡茶碗的一種燒製法，上古時期日本製陶技術還停留至低溫，陶土坯體尚未完全瓷化階段，目前日本的製陶技術由來有二種說法，一派學者相信當時是韓國人傳入此技術，而另一派學者敘述日本鎌倉時代南浦紹明僧侶到中國，中國當時屬於宋朝，將藥草與茶葉帶回日本成為茶道的起源，另外中國許多器皿造型也間接傳入日本。日本茶道文化包含許多儀式與信念，如:思想、哲學、禪意、心境，如同佛教修行般影響層面甚廣，其影響之層面涉及:書法、陶藝、花道......等領域。

樂燒在陶瓷語彙通常是一個相對簡單的事情，如低溫陶器、粗陶器、低溫陶器、玻璃鹽釉、金屬光澤釉和亞光釉等。但當談到美式樂燒歷史，這是一個完全不同的答案。它的定義是一脈相承的主觀推論，由於後者有部分與前者技巧相同，但結果卻有很大的差距。最初英國藝術家伯納德·利奇(Bernard Leach)是第一位投入樂燒研究的人。「樂」的名稱最早出現在日本歷史的桃山時代，在1598年時，由日皇豐臣秀吉(1537-1598)授予長次郎的繼承者常慶吉左衛門(Kichizaemon Jokei)，一些陶工窯匠和茶道師父，向當時天皇奉上茶碗與茶葉。隨即天皇賜給樂燒茶碗為“世界最好的茶碗”，對於這份家族榮耀豐臣秀吉並給予長次郎賞賜[2]。原先並無樂燒派這個名詞，由於天皇非常喜愛這種茶碗，並以宮殿名長樂宮(Jurakudai)的中間字樂(Raku)命名，這就是樂燒名的由來，並不是快樂的燒窯目前台灣多數人常被誤導，而朝廷給予一個黃金製作的樂印，作為樂燒家族專用印章，如同中國古代官窯用印，不過當時樂燒茶碗卻被認為是喜樂或舒適。
不過長次郎的日本身分卻被多數人質疑。
(一)長次郎被認為是一個專門生產瓷磚的韓國商人，而來日本建造城池，原因是當時日本有許多屋頂正在興建。
(二)一份書面記錄日本桃山時代京都市，長次郎的兒子阿梅亞(Ameya)與其他窯匠來自中國，而使用面磚的是三彩釉（san-cai），是最開始的樂燒陶器風格。

其實，第一個黑色陶碗是長次郎的母親(Teirin)約1550年，四分之一個世紀之前的歷史記錄。另外紅色粘土與明確的釉，是後來長次郎在與千利休(Sen-no-Rikyu 1522-1591) 學習時才發明的，證明長次郎的母親(Teirin)對於樂燒有一定的貢獻，也可證實樂燒是由家族傳承此技術而更進步。無論他的身分背景是如何，似乎非常能夠確定的，長次郎是一個非常有才華的工藝匠。長次郎最後注意到茶碗並結識千利休是具有政治影響力，對於茶道禮儀和思想，且繼承武野紹鸥(1502-1555)，坨茶觀念與精神傳入民間並成為日本茶道文化的生活形式；長次郎與千利休有著互相幫助的影響，使樂燒茶碗脫離以往純粹模仿中國與韓國的茶具造形，奠定了日本陶藝風格[3]。精緻純樸的新風格，內斂的佛教禪宗(Zen)茶道，原先被稱為ima-yaki的茶碗意味著新樣式陶器，相當樸素的陶器在日皇黃金印授予他們時被重新命名為「樂燒」（juraku wares），ima-yaki這名稱結束於此，而「樂燒」（juraku wares）以成為這種獨特風格茶碗的名稱。對於超過400年歷史的樂燒已經傳承連續幾代的家族，對於接班人選除了世襲以外，樂燒有天份的學生也是接班人考慮之一。經由幾個世紀中有些最受世人尊敬的樂家道入（第三代）、左入（第六屆）、了入（第九屆），其中最年輕的繼承者是當代樂傳人吉左衛門(Kichiemon)是第15代。

英國陶藝家伯納德·利奇(Bernard Leach)，在日本跟大樋燒傳人習陶。而大樋初代始祖是樂燒家族的學徒，後來因為加賀第五代籓主並請千仙叟宗室一起前來，與其同行的陶工長左衛門開始建窯，選擇在日本加賀縣大樋村設工作坊使用大樋當地的土，目前除了京都外唯一樂燒窯，大樋燒屬於樂燒系統至今330年；之後伯納德·利奇藉由書籍將樂燒技法間接傳入美國，而美國陶藝家沃林‧傑普森(Wrren Gilbern)也到日本學習樂燒，藉由他在芝加哥展覽時才開啟西方樂燒知識[4]，當時美式樂燒陶藝作家還是提倡日本茶道裡的禪意。

2.2日本樂燒的歷史脈絡
理解日本樂燒的影響層面，必須從歷史與政治背景探討，特殊的地理背景，回到史前時代，日本民族與其他歷史文明相同，狩獵與採集是當時人們生活的形式。在這萬年間，他們居住在大致相同，游牧人出沒於森林、山脈、河流與海岸。陶製時期階段，最早是廣泛的盤條法燒製低溫無釉燒，刻劃的裝飾痕跡，後來繩紋時期是用繩子壓印紋理。由於當時製作上的技術並不專業，所以器皿口緣長出現五個高點四個低點的波浪狀，久而久之邊緣起伏形狀像山嶺的遠景一般如圖2-1，後來也變成一些茶碗的特點。
圖2-1：田中長次郎 十六世紀。﹝黑樂茶碗﹞。樂陶。東京：五島美術館
資料來源：Andrews, Tim，2005，《Raku》。頁11。

為適應突然惡化的氣候日本的人口開始移動至海拔低的平地上或靠近山邊與海港邊緣居住。考古團隊在長崎縣附近發掘到大約1萬年前左右的古器物圖2-2，這重大的發現算是世界上最古老的陶器之一，也可證實人口移動，之後日本人民轉向農業的生活方式，延伸青銅和鑄鐵製造，此轉變對陶藝窯溫的提升有著重要的幫助，往後的幾百年中國和東亞強烈影響著日本，也帶來製陶技術的進步。豐臣秀吉時期支持文藝復興，豐富的文化、藝術和宗教感情，佛教禪宗精神冥想的信仰形式是中國六世紀時從印度傳入，並於13世紀再一次傳入日本，未來兩百年後，它已經成為日本主導文化的中心信仰。禪宗的力量影響武士是直接且深遠，君主通常賞賜有功勞的武士名家製作的茶碗，他們對於禪宗有深刻的體會，並結合於武術的修行。禪宗的真誠性和樸素的信念，拒絕財富瀰漫的派頭，對當時朝廷的武士階級是非常具吸引力的，和個人覺悟有相關聯，鼓勵通過軍事紀律與強調專業知識與武器裝備的追求。中國佛教禪宗寺廟，由於僧人飲茶以幫助冥想思考排除雜念，並且能幫助他們保持清醒。樸素且不俏麗的茶碗用加於讚賞，日本人很快就開始複製他們為自己所用，禪宗彌補了今天的日本文化於藝術中，例如：插花、書法、水墨畫、建築和茶道等等......，在這時期成立的日本茶道包含了許多哲學思想和宗教儀式，茶道在1550-1850這期間是影響著人民的生活，茶道之重要性，不只是代表日本文化，同時也傳達出日本人民的生活方式。

圖2-2：西元前10.000年﹝日本繩紋文化 陶罐﹞。英國：倫敦博物館
資料來源：Andrews, Tim，2005，《Raku》。頁11。

由於豐臣秀吉將茶道作為一個高文化的表徵狀態，禪宗和尚千利休（1520-91）為了進一步提升文化水準，在他的主持下提倡不同風格儀式，收購了最精緻的茶具大多來自中國的器皿為主。茶道儀式的內容變更繁雜，更時常與數百人一起觀賞華麗且珍貴的陶器，展示許多珍寶和稀物。茶主人最重要的職位，在於使客人參加的每一個細節流程順暢，從設計的茶館、庭園和最重要的會場，主要服侍室與選擇器皿及用具，他們還負責為佈景及儀式的氣氛。克制的禮儀服務和謙卑，這是千利休建立了一個侘寂之美的概念，大致上是樸素或真誠的意涵，但實際上它有一個更深入的意義，即是更換信賴塵世的願望，無論是身體上還是精神上這是一個禪宗哲學的延伸，生活在當下此時此刻極度全神貫注，把重點放在簡單的任務，如喝茶，強烈地集中思想，所需的目的是為了實現一個思想集中於自然力的選擇。客人以他所選擇的茶具：志野茶碗，寬口瓶（mizusashis）和茶葉罐（CAIRE）。在茶道儀式中;和平氣氛、和諧的場域中，精神上尋求千利休的侘寂之美和許多細微真誠之美。

原先由中國進口的天目茶碗與韓國陶器，珍視的茶具最後都被替換，千利休開始委託長次郎製作樂燒茶碗，認為最能代表想法的侘寂之美，是最合適使用的茶道。明亮彩色的唐三彩（三琉璃）是樂燒陶器釉藥第一演進，長次郎的茶碗為純黑色或紅色，手塑陶不是採用拉胚，並無表面裝飾形式，些微的不規則更有著侘寂之美的代表，手指親密接觸的製作過程，故意設置個性化的表達，適合禪與茶道的哲學立場，因此茶碗成為他們的精神意義和存在，如獲至寶。

日本有著許多類型的陶瓷茶具文物已被用於本世紀，這些包括志野燒、織部燒和備前燒......等等日本六大古窯的陶器，但有一個古老的日本傳說：樂燒第一，萩燒第二，唐津燒第三個。[5]，在多陶藝家族派系競爭下，樂派可以說是具備完美的茶碗。大樋燒而也所於樂燒的另一分支，起源是在1666年千宗室是原為千利休後代家族的名稱，而千家風格獨特所以被加賀氏族邀請到日本金澤市，由於加賀氏族是個喜愛茶道的政治富人，由於這些緣故大樋長左衛門可以接觸到名門望族，喜歡茶道的富人與千家獨特藝術風格，並且能作為樂燒第四代傳人的學生，在優良環境下最終變為最優秀的學生，對於樂燒茶具的精神與高超技巧得心應手，最終大樋左衛門選擇在金澤市持續傳承大樋燒。

大樋燒與茶道大師一同被加賀前田家招聘為陶工，之後佐衛門就留在金澤成為前田家御用的陶工。大樋燒製法是以手或其他道具做好形狀，再使用刀子刻，修剪多餘的粘土，該方法一直傳承世代，燒製方式類似樂燒，釉燒是快速加熱，並用鉗子在坏體通紅時取出。並留在空氣中冷卻到結束，與大多數日本樂一致，沒有燒後的還原作用。大樋燒最特別的琥珀色琉璃（ame-gusuri）釉，第四代大樋長左衛門和著名的黑釉。200年間，加賀氏王朝的支持第7和第8代長左衛門，於1868年開始直到明治家族切斷時，被迫生活在貧困中，然而70年的傳統延續和第九代茶道器具，第十代敏郎和他的兒子俊雄。他們兩個是在日本是受尊敬的陶藝家。相信至今的大樋燒陶藝不只是品牌，並且是傳承下來的知識，如果只是從父親直接傳接給兒子，這將是個錯誤。由於目前大樋寫道：「傳統是延續過去的知識，重新打散它並運用它再創造另一個新的方式，並且把真實的歷史紀錄保留傳下去。對於延續的傳人不應該單獨只是血緣家族，而是這些時代家族中最好的部分毫無保留，無論什麼樣的家族風格，它可能會從任何地方傳下來。我認為，歷史歲月告訴我們的答案[6]」。筆者認為由於大樋燒是從千宗室與樂燒這兩者擦撞後誕生的，集結這雙方最好的優點並再重新詮釋大樋燒獨自的特色。

目前根據日本京都樂燒博物館(Raku Museum)最新研究顯示，田中長次郎的父親從中國明代傳入唐三彩之技術，最重要的部分來自最開始的樂燒釉窯配方與燒窯技術類似，而當時樂燒茶碗主要是黑、白、紅為主，茶道茶碗分為兩種形狀，一種類是竹桶細長，屬於冬天使用，另一種類是碗狀寬淺，屬於夏天使用，樂茶碗從外型看起來厚實卻很輕盈並且不對偁，茶道師父泡茶時熱水的熱度只會微微傳到手心，喝茶時賞杯是很容易掌握旋轉互相觀賞，好的樂燒茶碗都有以上優點；黑樂(圖2-3)與赤樂(圖2-4)是日本樂燒的代表，黑曜光澤是田中長次郎的樂燒作品，燒製黑色釉多數使用發色強的金屬氧化物例:黑色氧化鐵、氧化鈷.......等等，配合樂燒強還原氣氛煙薰製成，在田中長次郎當時運用如同現代的坑燒窯，先訂製一個小木箱把施釉好的素燒坏放入箱中再把木炭放滿，燒製高溫後直接把作品取出丟入水中降溫，由於這種方式能把表面釉藥強制控制，如果步驟太過緩慢或缺少，黑樂釉藥並不會帶黑色，由於這種燒製方法一次只能燒至一個，還有失敗等問題，因此在日本樂燒茶碗是相當珍貴的國寶。

圖2-3：田中長次郎 十六世紀。﹝勾當﹞。樂陶。日本：樂美術館
圖2-4：十代旦入，日本，約1850﹝赤樂茶碗﹞。樂陶。日本：樂美術館
2.3西方樂燒
    首先把日本傳統樂燒技術引進西方世界的是伯納德‧利奇，在他的著名的書中描述1911年在東京參加茶道聚會過程中，他被帶到花園參與樂燒活動，他的第一個陶器的經驗[7]。大衛‧利奇回憶他父親接觸樂燒的開始，面對這樣的機遇，覺得最棒是他在早期藝術訓練時沿著茶碗邊做線條的裝飾，他裝飾一兩個樂茶碗陶器裝飾之後，茶碗被帶走直接大幅度浸入一些乳脂白色釉的水桶內。面對當時此種未知的新技術伯納德激動著，伯納德面對陌生的技術心中有許多猜想，如可隨時攜帶、組裝、移動的樂燒窯體與木材或木炭作為主要燃料。然而不久的陶器溫度燃燒的火超過窯體，並達到樂燒溫度，經過半小時左右窯被打開，陶器用鐵鉗子抽出熱得發燙，直接冷卻在空氣中，並沒有使用燒後還原技術，該模式下光澤釉慢慢出現。非常令人吃驚的過程，在過程中這些的陶器有著相當多的變化，顏色發生了極大變化，他未樂燒前只是在茶碗表面畫上一個粗糙且無光澤的釉；而最後出來的卻是光澤和鮮豔色的茶碗。大衛表示：這只是一個娛樂性的下午，但那次燒製的樂燒碗對他來講卻是一種全新的體驗。

   伯納德經過那次燒製的樂燒碗的體驗後密切聯繫柳宗吉，柳宗吉是當時日本社會的畫家和評論家，主要是推動禪意的藝術形式，柳宗理認為這是一個好的機會，伯納德成為一群年輕藝術家的其中一位，不僅可以讓伯納德多了解茶道裡的內涵與禪宗相對關係，也可讓西方對日本藝術感到興趣。對伯納德而言，這些經驗是完全新穎的，他非常興奮，立即加入跟進。於是柳宗吉介紹他認識另一些人；尾形乾山是一個偉大氏家的稱號，接觸當時身為第六代乾山傳人浦野繁吉從1851年至1923年。浦野繁吉同意接受教導伯納德日本樂燒茶碗的技術一年，伯納德當時24歲，而最後浦野繁吉還賦予伯納德為第七代乾山傳人，伯納德身為第一個非日本人的乾山傳人，這是一份至上無比的榮耀，但卻引發日本大多數人的高度批評，之後第七代傳人另選他人，伯納德失去在日本乾山傳人的名號與承認。

澳大利亞陶藝家，傑夫(Jeff Mincham)曾經研究乾山王朝與樂燒家族相關起源與定位，一個富有的年輕學者和唯美主義者的名號尾形乾山（1663-1743）在1699年取得了家賀的支持迄今庇護，節儉純樸的生活，對於工作室的經濟與名聲付出了大多數的時間，由於這些責任都在他一個人身上，相對著更能激發創作作品的決心，對日本文化的貢獻更是無數，直到1743年去世時都在為陶藝奮鬥著。
隨後加入孫兵衛(Magobei)和右衛門(Seiemon)兩個乾山得意門徒，為了幫助他們，乾山身上有本陶瓷技術密笈，此書是自己的大伯父本阿彌光甫(Honami Koetsu 1558-1637）給他的。據說本密笈冊中是被稱為梅克妮奇(Umeya Nikki)樂燒型器，其中包含了大量最初的訊息，不幸的是這本手冊最終並沒有保留下來。乾山的陶瓷是無可挑剔的，他設定自己是一個新顯著的傳統，也是新世紀的曙光。樂燒發展是不斷加入新的元素，從初代田中長次郎與茶道家千利休，到樂派第四代與尾形乾山，彼此之間相互的影響，而乾山是個重要環節。

伯納德學習樂燒過程的方式，藉由柳宗吉介紹乾山傳人浦野繁吉為老師，之後柳宗吉以個人思考的內涵與伯納德互相交流圖2-5兩人合照。伯納德在日本開始了陶器製作粗陶器於1916-17年，伯納德回國後開始樂燒的傳遞，當時周圍的一些學生邁克爾(Michael Cardew)，諾拉布雷登(Nora Braden)，凱瑟琳‧布弗里（Katherine Pleydell-Bouverie）和西爾維亞( Sylvia Pox Strangeways)，都是伯納德在30年代回到英國所教導的學生。之後50年代也有另外幾位在英國推廣樂燒，如:阿瑟‧格里菲思在英國拉夫堡大學是教導陶藝的教師，Pendley和哈里‧斯金格在倫敦私人工作室推廣樂燒，而在當時英國所有的樂燒還都只是燒後完全氧化的階段，如圖2-6為當時樂燒形式的一個階段。
圖2-5：柳宗吉與伯納德1952年
資料來源:http://www.leachpottery.com/history/。(2014/03/19 瀏覽)
圖2-6：伯納德‧利奇(Leach Pottery)，英國，1887-1979(1929)。﹝maker﹞。raku fired、glazed 、painted。英國：陶藝研究美術館 
2.3.1美式樂燒初期現況
美式樂燒初期現況而燒後還原是從約翰‧里維斯與約翰‧查爾凱，他們一起參與燒製實驗。約翰‧查爾凱剛開始的私人工作室是在自己的住家中，而窯體是直接改造家中廚房的鍋爐，約翰‧里維斯在法納姆藝術學院與約翰‧查爾凱實驗許多燒製技術，這兩位對於西方樂燒的歷史貢獻極大，1964年才從加拿大來到英國，樂燒也開始有燒後還原的技術。

早期的美國樂燒被認為是，沃倫‧吉爾伯特(Warren Gilbertson)是第一位，他於日本工作兩年後，在1940年回到美國並應邀在芝加哥舉辦展覽，於1942年提交給美國陶瓷學會一份資料，其內容描述樂燒技術，把樂燒當作為一個新事物的興趣是業餘愛好者，可惜1954年在一次車禍中去世。另外在教學環境與許多陶藝的團體例如：格里菲斯、華盛頓大學的卡爾頓、福尼亞州的哈爾，這些陶藝家的樂燒時代與保羅‧蘇特納(Paul Soldner)是同樣的，對於美式樂燒的發展有一定的貢獻如圖2-7是當時樂燒大師保羅‧蘇特納在1986年代表性之一的作品。
圖2-7：保羅‧蘇特納(Paul Soldner)，美國，1921-2011(1986)。﹝Wall Piece﹞。raku clay。61×76×7.5。
     資料來源：Andrews, Tim，2005，《Raku》。頁29。

2.3.2當代美式樂燒推廣
而當代美式樂燒推廣發展是由保羅‧蘇特納(Paul Soldner)在60年代開始參加美國許多公開邀請展覽與示範樂燒的研討會，多數陶藝家對於新技法與新知識是興奮的，某次參加學院藝術節演出時，把正燒的通紅的坏體夾出，豪邁的丟入旁邊的池塘與乾草堆，意外發現坏體上的釉出現意外的光澤，而這就是美式樂燒的起源，保羅‧蘇特納此名也等同於美式樂燒；而70年代李察‧赫須(Richard Hirsch)由於他出版了Raku : Techniques for Contemporary Potters一書，書中正確提出更多樂燒專業的技術，幫助美國許多陶藝家發展樂燒。在這之前美國的樂燒還是屬於日本風格，燒製過程與技術並沒有很大的轉變，創作作品還是屬於日式茶碗，禪意與信念精神。

西方泥塑陶藝造型會有如此大的轉變歸功於彼得‧沃克斯(Peter Voulkos)，他在美國奧蒂斯美術學院任教時，提出的陶土因該以奔放、自由的感性觀點創作，更拋棄傳統陶瓷工藝方式、美學，原因在於當時畫派屬於抽象表現和行為畫派，完全脫離原有的畫面，人們稱之為“奧蒂斯革命”，往後美國陶藝作家多數把陶藝的實用主義除去，演變成造型為主的陶瓷器，如圖2-8彼得的作品也是直接影響樂燒陶藝創作家們。
圖2-8：彼得(Peter Voulkos)，美國，1924-2002(1996)。﹝Noodle﹞stonewaresculpture。美國：大都會藝術博物館
2.3.3當代美式發展
由於美式樂燒經由劇烈演變下，已經與原本田中長次郎所堅持的“樂”完全不同形式，但是樂燒的發音不論日本或美式都相同，雖然都是樂燒但與日本人堅持的信念不同。由於日本樂燒製作與燒製茶碗內包含著象徵傳統茶道文化精神、哲學、禪意，而美式樂燒是以當代陶瓷藝術下所發展，雖然兩者不論技術與燒製過程都有些雷同，但外觀造型與功能性質差異甚大，在1979年著名的日本京都世界工藝研討會上保羅圖2-9‧蘇特納、李察圖2-10‧赫須、十五代樂吉左衞門圖2-11一起參與並對“樂”定義，主張誰有權利使用樂(RAKU)於作品上，此研討會最後各自相互對“樂”見解不同，演變為辯論，美式樂燒陶藝家提出全新觀點，而十五代樂吉左衞門最後提出他們以古代日本天皇賜予陶藝文化的專利下，有著400年所謂樂燒名稱的專利只有他們才可稱為“RAKU”(美音)或“LA KU”(日音)，談西方是描述一個特定技術或是歷史由來，並說美式樂燒可稱「蘇特納陶器」、「赫須陶器」；保羅‧蘇特納最後思考解決方案，並以RAKU直接相反提出“UKAR”新的名詞，但由於樂燒在美國已經盛行多年且人們也習慣RAKU這名稱，因此至今依然沿用“RAKU”(美音) 此一名稱。
圖2-9： Paul Soldner 
圖2-10：Richard Hirsch 
圖2-11：十五代樂吉左衞門